# Lambityeco
Lambityeco es un sitio arqueológico localizado a unos 25 km al sureste de la ciudad de Oaxaca. Los monumentos arqueológicos explorados y expuestos a la vista incluyen dos conjuntos palaciegos. Estos palacios, junto con sus tumbas fueron excavados y restaurados entre 1961 y 1976 por el personal del Instituto de Estudios Oaxaqueños, bajo la dirección de John Paddock.
El nombre de Lambityeco tiene dos posibles orígenes:
Del zapoteco yehui que se traduce como "río de guayabas",
de lambi corrupción zapoteca de la palabra castellana “alambique” y del zapoteco pityec que se traduce como montículo, llamándose entonces como “montículo del alambique”

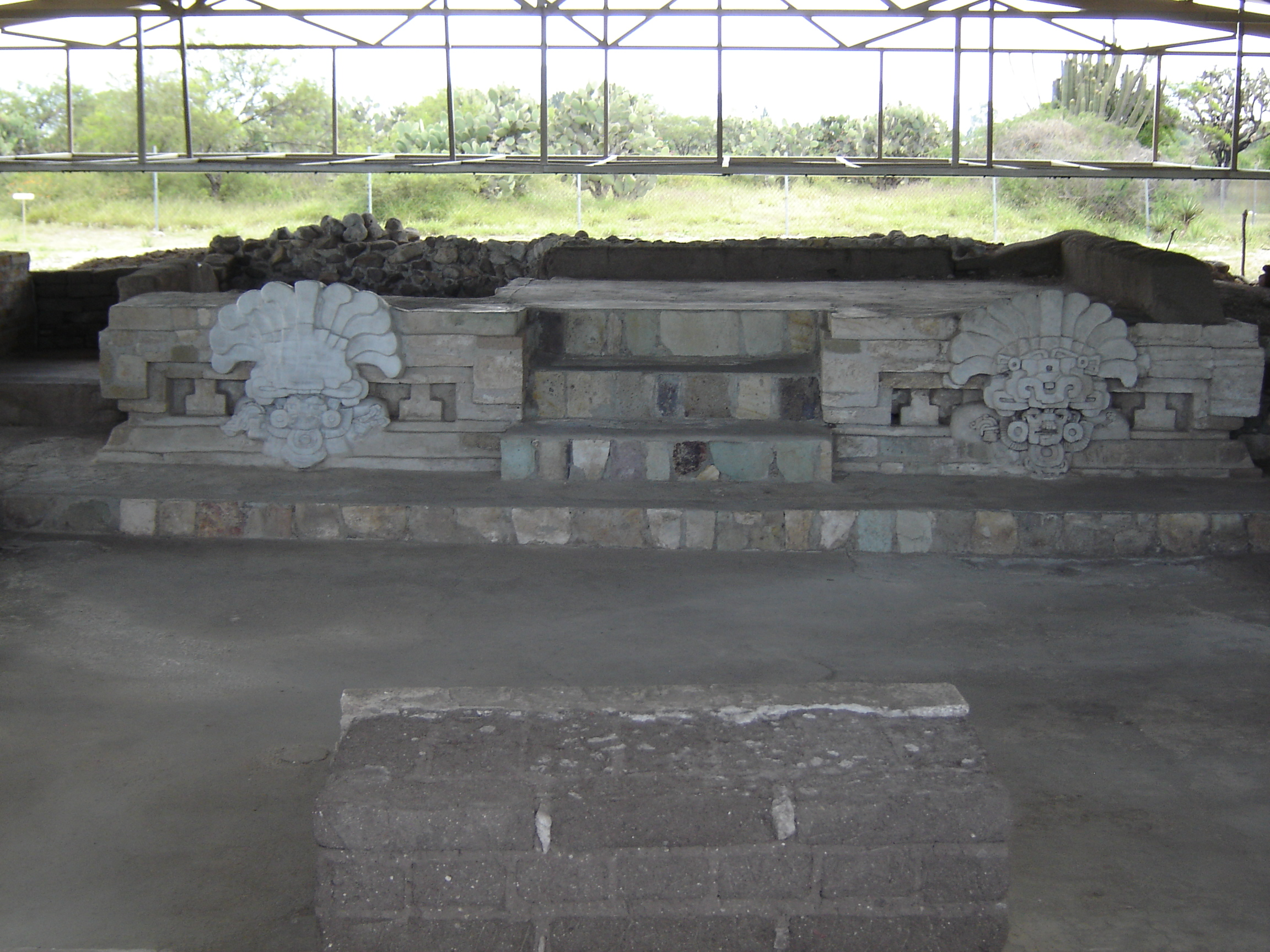
Tumba en el Lambityeco.

Esta última interpretación parece ser la más aceptada, teniendo en cuenta que este sitio fue un productor de sal, tanto durante época prehispánica hasta tiempos relativamente recientes, ya que se tienen datos de que en 1940 todavía se obtenía sal en esta zona. Este proceso se realizaba pasando agua por la tierra de la región, obteniéndose de esta forma agua salada; posteriormente esta agua se hervía en ollas para obtener la sal al evaporarse el líquido. Se ha demostrado que esta ciudad fue un centro de producción de sal y que proporcionaba hasta el 90% de la sal consumida en el valle entre el 600 y el 700 d. C. La sal era extraída de la tierra situada en la parte sur del sitio; hasta 1945 los habitantes del cercano pueblo de Tlacolula de Matamoros todavía extraían sal de esta zona.

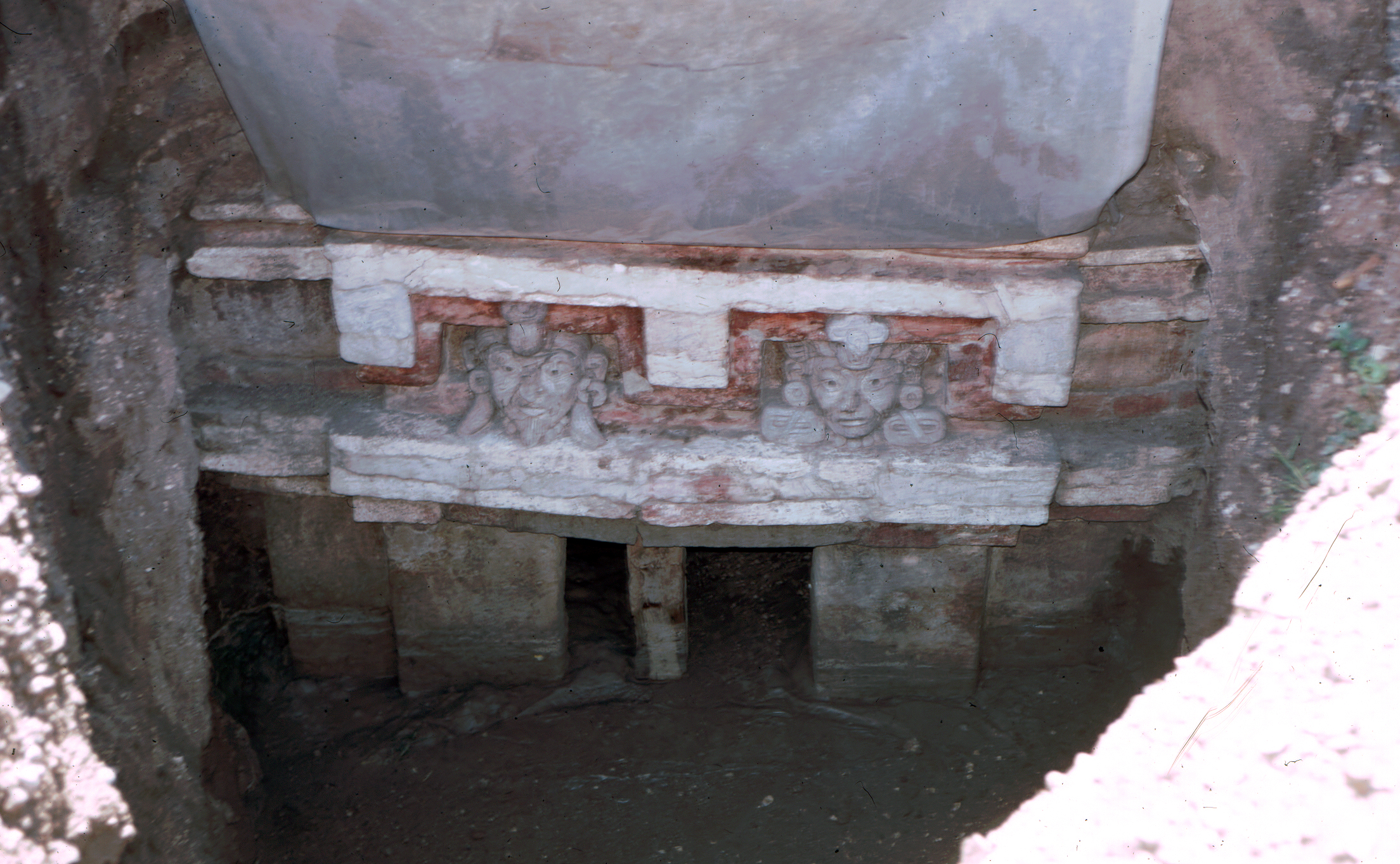
Tumba en Lambityeco.

La ciudad comprende unos 197 montículos y un área de 117 hectáreas, la mayoría de los cuales se encuentran cubiertos por la maleza. El sitio fue ocupado desde el 700, pero el esplendor de la ciudad se encuentra entre el 600 y el 750 y coincide con el máximo apogeo de Monte Albán. El abandono del sitio se realizó alrededor del 750 coincidiendo también con el abandono de Monte Albán y la desintegración del estado zapoteco. Esta desintegración formó numerosos pequeños señoríos en los valles oaxaqueños durante este periodo, por lo que se cree que la población de Lambityeco pudo haberse trasladado al sitio de Yagul.